# Cerianthus bathymetricus
Espèce
Cerianthus bathymetricus est une espèce de la famille des Cerianthidae.

## Systématique
Le nom valide complet (avec auteur) de ce taxon est Cerianthus bathymetricus Moseley, 1877,.
Cerianthus bathymetricus a pour synonyme :
- Bathyanthus bathymetricus Moseley, 1877

## Publication originale
- (en) H. N. Moseley, « On new Forms of Actiniaria dredged in the Deep Sea; with a Description of certain Pelagic Surface-swimming Species », Transactions of the Linnean Society of London: Zoology, Linnean Society of London, vol. 1, no 5,‎ 15 février 1877, p. 295-305 (ISSN 1945-9440 et 1945-9343, DOI 10.1111/J.1096-3642.1877.TB00444.X, lire en ligne).